# Масліха (Тотемський район)
Маслі́ха (рос. Маслиха) — присілок у складі Тотемського району Вологодської області, Росія. Входить до складу Погоріловського сільського поселення.

## Населення
Населення — 5 осіб (2010; 10 у 2002).
Національний склад (станом на 2002 рік):
- росіяни — 100 %